# Opius longicubitalis
Opius longicubitalis är en stekelart som beskrevs av Fischer 1965. Opius longicubitalis ingår i släktet Opius och familjen bracksteklar. Inga underarter finns listade i Catalogue of Life.